# Alexandra Henkel (Schauspielerin, 1972)
Alexandra Henkel (* 9. Februar 1972 in Berlin-Steglitz) ist eine ehemalige deutsche Schauspielerin. Bekannt wurde sie als Hauptdarstellerin in der ZDF-Weihnachtsserie Ron und Tanja.

## Leben
Alexandra Henkel spielte seit ihrer Kindheit Querflöte. Aus diesem Grund wurde sie im Alter von 17 Jahren für die Hauptrolle der Tanja Schilling in der Serie Ron und Tanja ausgewählt. Nach der Serie war sie nicht mehr als Schauspielerin tätig. Sie studierte ab 1991 Rechtswissenschaften an der Freien Universität Berlin. Nach Absolvierung des zweiten Staatsexamens zog sie nach Bonn und promovierte an der dortigen Universität im Rahmen eines Graduiertenkollegs der Deutschen Forschungsgemeinschaft. Henkel kehrte im Anschluss nach Berlin zurück und wurde als Rechtsanwältin tätig.